# Buttisholz
Buttisholz är en ort och kommun i distriktet Sursee i kantonen Luzern, Schweiz. Kommunen har 3 504 invånare (2023).